# Epidendrum xanthinum
Epidendrum xanthinum là một loài thực vật có hoa trong họ Lan. Loài này được Lindl. mô tả khoa học đầu tiên năm 1844.

## Hình ảnh

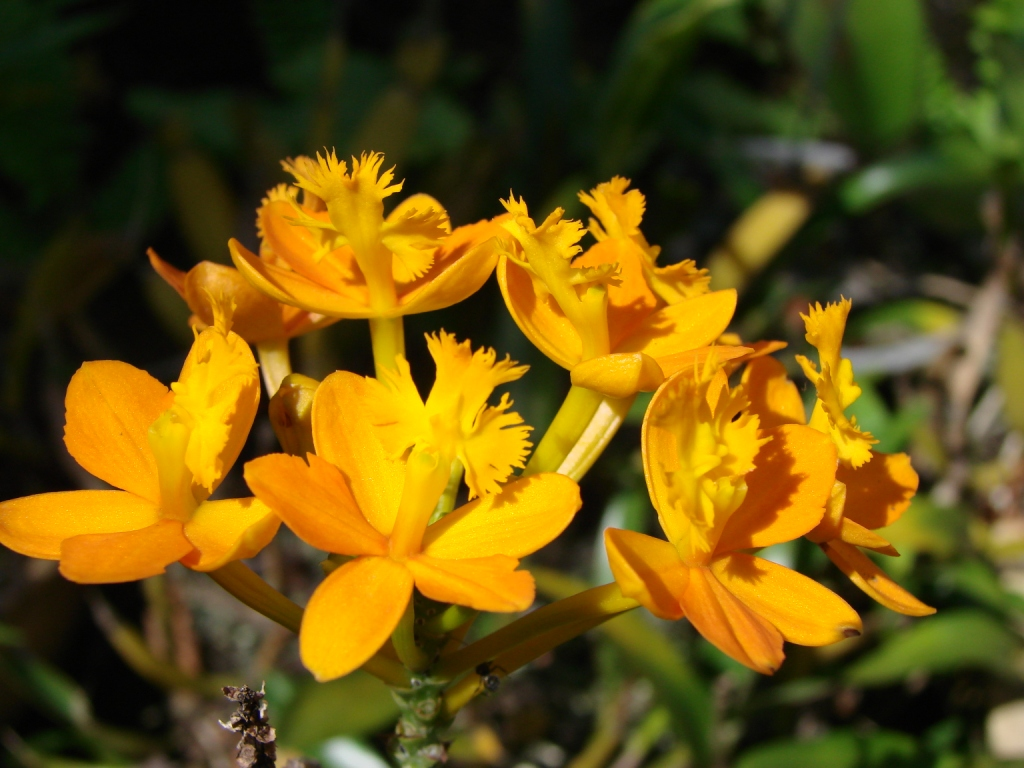